# Charles Whitman Cross
Charles Whitman Cross, genannt Whitman Cross, (* 1. September 1854 in Amherst, Massachusetts; † 20. April 1949 in Chevy Chase, Maryland) war ein US-amerikanischer Geologe und Petrograph.

## Leben
Cross besuchte das Amherst College mit dem Bachelor-Abschluss 1875 und studierte ab 1877 an der Universität Göttingen und der Universität Leipzig, an der er 1880 bei Ferdinand Zirkel promoviert wurde. Danach war er bis zu seinem Ruhestand 1925 beim US Geological Survey.
Er arbeitete für den US Geological Survey vor allem in Colorado (Kartierung in den unwegsamen San Juan Bergen, teilweise mit Esper S. Larsen) und Wyoming (Leucite Hills) und auf Hawaii (Lava-Klassifikation, wobei er auch Trachyt auf den Inseln entdeckte). Ein (chemisches) Klassifizierungssystem magmatischer Gesteine ist nach ihm und Joseph P. Iddings, Louis V. Pirsson und Henry Stephens Washington benannt (CIPW-Klassifikation nach den Anfangsbuchstaben der Nachnamen der Autoren).
1918 war er Präsident der Geological Society of America. Er war Mitglied der National Academy of Sciences (1908).
Er war seit 1895 verheiratet und hatte einen Sohn. Im Ruhestand widmete er sich der Rosenzucht und schuf auch einige kommerziell vermarktete Rosensorten.

## Wissenschaftliche Erstbeschreibungen
Folgende magmatische Gesteine wurden im Jahr 1897 erstmals von Cross wissenschaftlich beschrieben:
- Madupit
- Orendit
- Wyomingit

## Schriften
- Igneous Rocks of the Leucite Hills and Pilot Butte, Wyoming, American Journal of Science, 4th ser., 4 (1897), S. 115–141
- Lavas of Hawaii and Their Relations, U.S. Geological Survey Professional Paper no. 88, Washington, D.C., 1915
- mit Larsen: Geology and Petrology of the San Juan Region of South-western Colorado, U.S. Geological Survey Professional Paper no. 258, Washington, D.C., 1956, Online